# سانتوش كاشياب
سانتوش كاشياب (12 يونيو 1966 - ) هو مدرب كرة قدم ولاعب كرة قدم هندي في مركز الهجوم. لعب مع Mahindra United FC ‏ وRoyal Wahingdoh FC ‏.

## وصلات خارجية
- سانتوش كاشياب على موقع قاعدة بيانات كرة القدم.إي يو (الإنجليزية)